# Shine on Me
Shine on Me è un singolo del cantante statunitense Dan Auerbach, pubblicato il 14 aprile 2017 come primo estratto dal secondo album da solista Waiting on a Song.